# LKS Klimczok Bystra
LKS „Klimczok” Bystra – polski klub sportowy z siedzibą w Bystrej w gminie Wilkowice, powiat bielski, założony w roku 1922. Obecnie szkoli młodzież w skokach narciarskich, kombinacji norweskiej i biegach narciarskich. 

## Informacje ogólne
Klub ma status organizacji pożytku publicznego. Jest organizatorem i współorganizatorem zawodów:
- Puchar Magurki w biegach narciarskich, śladami arcyksiężnej Marii Teresy
- Cross Bystrzański
- Rollsprint

## Historia
Klub założony został w roku 1922, a jego pierwszą sekcją była sekcja piłki nożnej, następną – koszykówki. Z czasem klub powiększył się o sekcje siatkówki, lekkoatletyki i narciarstwa. 
Po wojnie reaktywowany został w strukturach zrzeszenia Ludowe Zespoły Sportowe. W latach 60. XX wieku rozgłos swoimi sukcesami przyniósł „Klimczokowi” skoczek Józef Przybyła, natomiast w latach 90. – zawodnik uprawiający tę samą co sławny poprzednik dyscyplinę, a następnie trener reprezentacji Polski w skokach narciarskich – Łukasz Kruczek.

## Znani sportowcy
- Irena Piela – narciarstwo klasyczne
- Teresa Kruczek – saneczkarstwo
- Paweł Goryl – saneczkarstwo
- Wojciech Kubik – saneczkarstwo
- Łukasz Kruczek – skoki narciarskie
- Bartłomiej Kłusek – skoki narciarskie
- Jakub Wolny – skoki narciarskie
- Kornel Dobija – skoki narciarskie
- Agnieszka Szymańczak – biegi narciarskie
- Paweł Klisz – biegi narciarskie